# Shanghai Y-10
Die Shanghai Y-10 war ein vierstrahliges Passagierflugzeug des chinesischen Herstellers Shanghai Aircraft (heute Shanghai Aviation Industrial Company). Die Entwicklung begann im August 1970, der Erstflug fand 1980 statt. Im Jahr 1983 wurde das Projekt beendet und der einzige flugfähige Prototyp 1984 abgestellt.

## Geschichte
Nachdem sich die Beziehungen zum Westen verbessert hatten, erwarb die Volksrepublik China ab 1972 Flugzeuge vom Typ Boeing 707. Gleichzeitig gab der Staat ein vergleichbares Modell in Auftrag, das möglichst ohne fremde Bauteile auskommen sollte. Man wollte so die Leistungsfähigkeit der chinesischen Industrie demonstrieren und Erfahrungen im Bau großer Flugzeuge sammeln.
Die Y-10 war äußerlich der Boeing 707 sehr ähnlich und übernahm zunächst auch deren Triebwerk Pratt & Whitney JT3D-7, da die neu entwickelten Shanghai WS8-Turbofans noch keine Zulassung erhalten hatten. Die maximale Kapazität lag bei 178 Passagieren, bei normaler Bestuhlung sank sie auf 124 Fluggäste. Die Cockpitbesatzung bestand aus fünf Personen.
Es wurden drei Prototypen gebaut. Der erste wurde ausschließlich als statische Bruchzelle genutzt. Das zweite Exemplar war für die Testflüge bestimmt und flog erstmals am 26. September 1980. Das dritte Flugzeug wurde zur Ermittlung des Ermüdungsbruchverhalten verwendet. Bis zu seiner Ausmusterung 1984 absolvierte der zweite Prototyp 130 Flüge mit insgesamt 170 Stunden Flugdauer. Die Entwicklungskosten betrugen 537,7 Millionen Yuan (ca. 315 Mio. US-Dollar im Jahr 1981). Die Maschine mit der Bezeichnung B-0002 steht heute am Rand der Dachang Airbase (Lage) (chin. 上海大场机场, Pinyin: Shànghǎi Dàcháng Jīcháng) nahe Shanghai.
Nach dem Erstflug entstand eine Debatte über den Sinn des Vorhabens. Die Y-10 beruhte auf einem mittlerweile dreißig Jahre alten Entwurfskonzept. Die Förderer an der politischen Spitze waren inzwischen durch neue, weniger isolationistisch denkende Personen abgelöst worden.
Im Jahr 1983 wurde das Projekt abgebrochen. Als Begründung dienten die hohen Entwicklungskosten und die geringen Marktchancen des Modells. 1985 begann der Hersteller mit der Lizenzproduktion der McDonnell Douglas MD-80.
Ein Modell der Y-10 wurde als luftgestütztes Frühwarnsystem präsentiert. Dieses erinnerte sehr stark an die Boeing E-3, wurde aber nie verwirklicht.

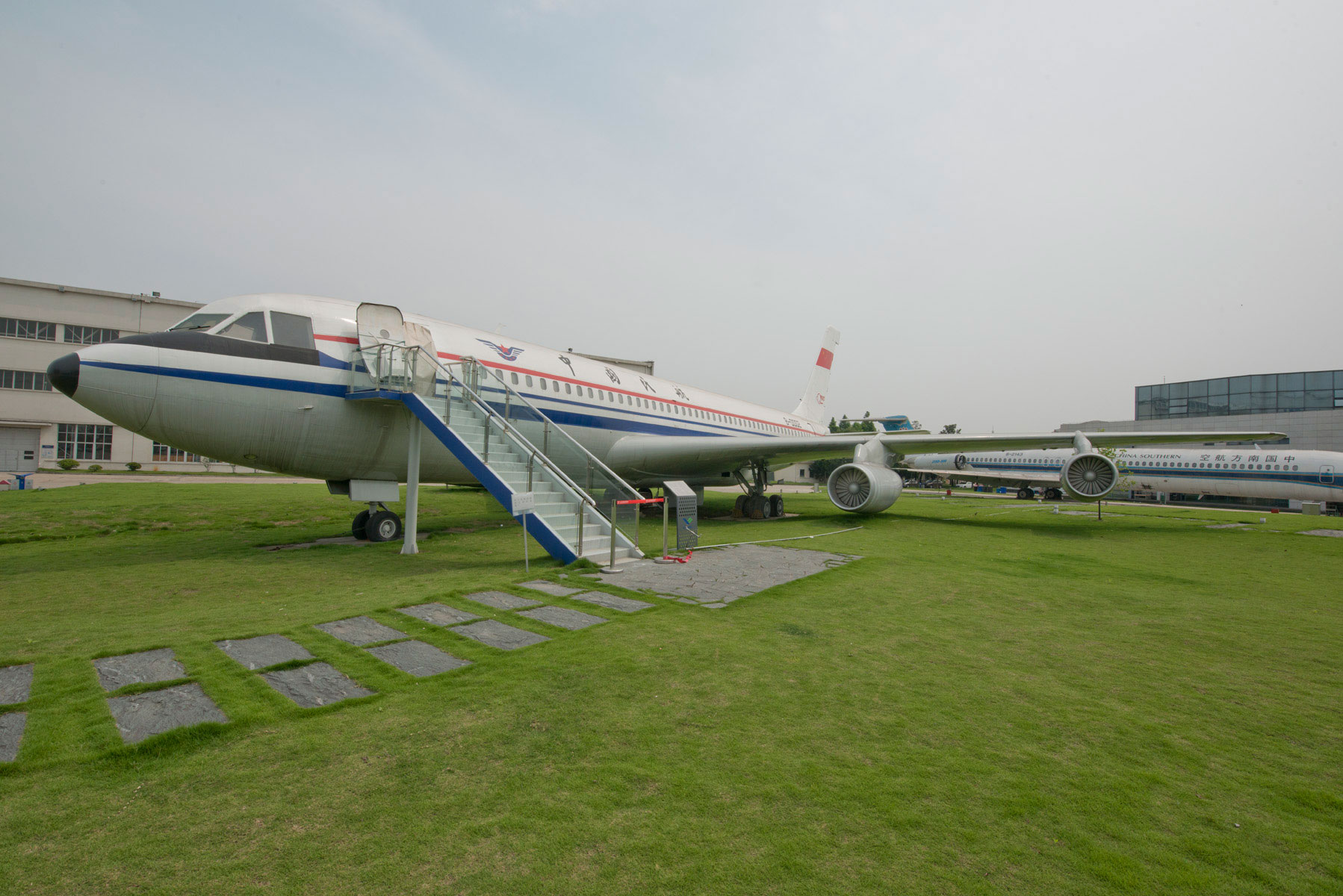
Y-10 auf der Dachang Airbase

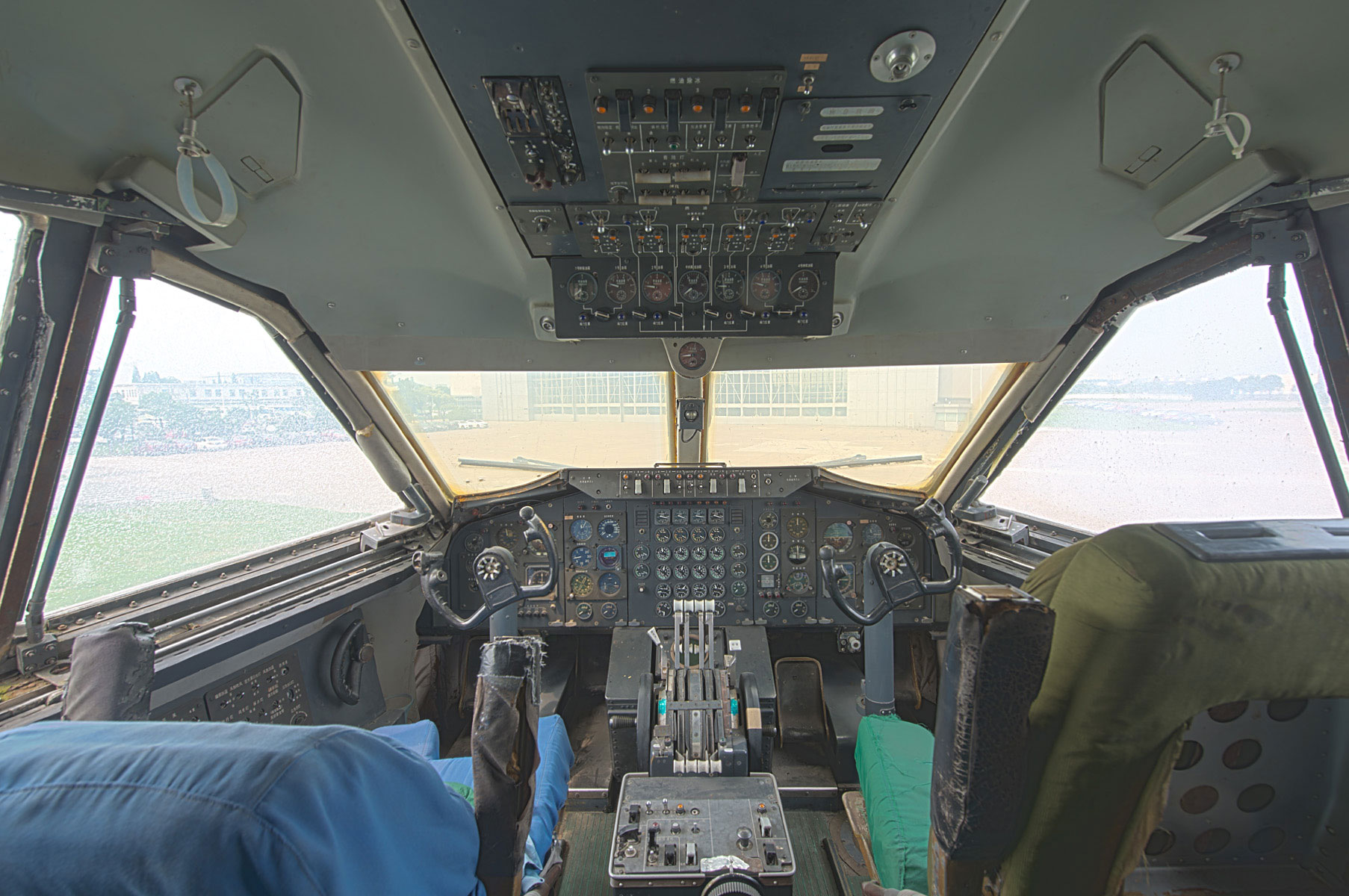
Cockpit

## Technische Daten
| Kenngröße             | Daten                                                                   |
| --------------------- | ----------------------------------------------------------------------- |
| Besatzung             | 5                                                                       |
| Passagiere            | 124–178                                                                 |
| Länge                 | 42,93 m                                                                 |
| Spannweite            | 42,24 m                                                                 |
| Höhe                  | 13,42 m                                                                 |
| Startmasse            | 110.227 kg                                                              |
| Höchstgeschwindigkeit | 974 km/h                                                                |
| Dienstgipfelhöhe      | 12.000 m                                                                |
| Reichweite            | 8.300 km                                                                |
| Triebwerke            | vier WS-8 (Nachahmung von Mantelstromtriebwerke Pratt & Whitney JT3D-7) |